# Kniepeesreflex
De kniepeesreflex is een spierrekkingsreflex bij de mens waarbij de bovenste dijbeenspier samentrekt. Deze reflex verloopt via de zenuwwortels L3-L4 en de nervus femoralis.  De kniepeesreflex heeft een functie bij het handhaven van de houding en balans van het lichaam; verstoring daarvan kan de bovenste dijbeenspier uitrekken, de houding of balans wordt dan door de reflex hersteld. Bij deze reflex zijn twee spieren betrokken: contractie van de bovenste dijbeenspier en remming van de onderste dijbeenspier.

## Onderzoek van de reflex

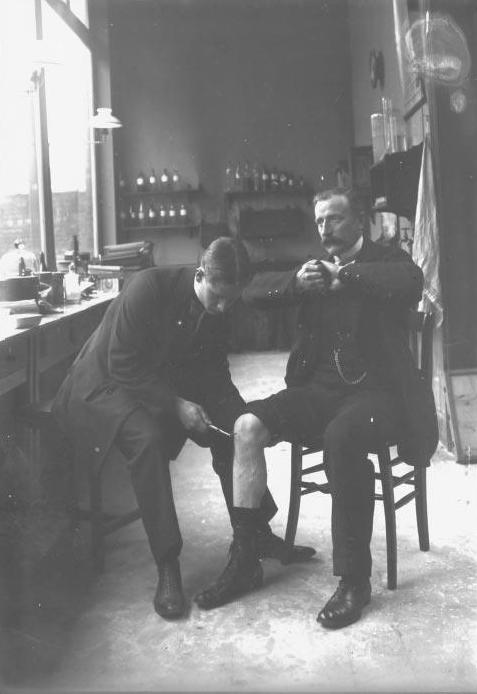
Het uitvoeren van de reflex met de handgreep van Jendrassik

Men kan een patiënt in rugligging of zittend op de kniepeesreflex onderzoeken. Bij mensen met een rughernia kan de kniepeesreflex gestoord zijn, maar er zijn ook andere mogelijke oorzaken van een verminderde of een versterkte reflex.
Bij een patiënt in rugligging heft de onderzoeker de knieën van de patiënt ongeveer 20 cm van het bed. Dan klopt hij met de reflexhamer ter hoogte van de kniepees net onder de knieschijf. Het te verwachten effect is een knie-extensie of zichtbare contractie van de musculus quadriceps.
Bij een zittende patiënt kan men deze reflex nagaan met vrij afhangende benen. Het te verwachten effect is dat het onderbeen omhoog wipt en enkele keren heen en terug slingert. De slingerbeweging is echter snel weg.
Als de patiënt erg gespannen is of erg gefixeerd op de eigen knieën lukt het soms niet goed de reflex aan te tonen; het helpt dan meestal als men de patiënt de ogen laat sluiten en iets anders te doen geeft, of het versterken van de reflex, zoals het in elkaar haken van de vingers en dan aan de verhaakte handen te laten trekken (handgreep van Jendrassik).
Men kan de kniepeesreflex ook onderzoeken met gestrekte benen. Plaats de wijsvinger op de patella en druk deze lichtjes caudaalwaarts. Klop met de reflexhamer in de caudale richting op de wijsvinger. Het te verwachten effect is dat de knieschijf craniaalwaarts wipt.